# Baltazar de Cordes
 (décembre 2020).
Si vous disposez d'ouvrages ou d'articles de référence ou si vous connaissez des sites web de qualité traitant du thème abordé ici, merci de compléter l'article en donnant les références utiles à sa vérifiabilité et en les liant à la section « Notes et références ».
Baltazar de Cordes, né vers le milieu du XVIe siècle, mort au XVIIe siècle, est un pirate et corsaire hollandais qui a combattu les Espagnols au début du XVIIe siècle. Il est le frère du capitaine Simon de Cordes.

## Biographie
Cordes a commencé sa carrière de marin au service de la marine hollandaise lors de la Révolte des gueux.
En 1598, la Rotterdamse Compagnie (une voorcompagnie antérieure à la création de la Compagnie néerlandaise des Indes orientales) organise une expédition vers l'Extrême-Orient, qui partira de l’île de Texel et devra se rendre d’abord en Amérique du Sud pour échanger des marchandises contre de l’argent, puis en Extrême-Orient pour y échanger l’argent contre des épices. En cas d’échec en Amérique du Sud, l’expédition devra alors se rendre au Japon pour y obtenir de l’argent, puis dans l’archipel des Moluques pour y acheter des épices.
Les commanditaires de l'expédition, en lui faisant suivre la voie de l'ouest, celle passant par le détroit de Magellan et l'océan Pacifique, ont donné corps aux rumeurs prétendant que le véritable but de l'expédition était le pillage des richesses des Espagnols en Amérique.
Le 27 juin 1598, l’expédition est lancée, avec Jacques Mahu à sa tête. Simón de Cordes en est le vice-commandant. Baltazar de Cordes fait également partie de l’expédition.
La flotte se compose de cinq navires :
- le Hoop, commandé par Jacques Mahu (?-1598), puis Simon de Cordes (?-1599), et enfin Jan Huidekoper,
- le Liefde, commandé par Simon de Cordes, puis Gerrit van Beuningen, et enfin Jacob Kwakernaak,
- le Geloof, commandé par Gerrit van Beuningen, puis Sebald de Weert,
- le Trouw, commandé par Jurriaan van Boekhout (?-1599), puis Baltazar de Cordes,
- le Blijde Boodschap, commandé par Sebald de Weert, puis par Dirck Gerritz.

Le 22 septembre, Jacques Mahu succombe à la fièvre, ce qui porte un terrible coup aux capitaines comme aux marins. Le vice-commandant Simon de Cordes lui succède, et Gerrit van Beuningen est nommé vice-commandant à la place de celui-ci.
Sur la côte de Guinée équatoriale, la flotte décide d’attaquer Annobón afin de se ravitailler en vivres, ce qui aura un succès très limité, puis met le cap vers le détroit de Magellan. La flotte connaît de nombreuses difficultés et manque cruellement de vivres lorsque, vers la fin mars 1599, les navires arrivent en vue de la côte de ce qui est aujourd'hui l'Argentine.
Après de nombreuses difficultés dues notamment aux intempéries et à l’hiver (les navires sont pris dans la glace), seulement trois des cinq navires franchissent le détroit. Le Blijde Boodschap, endommagé par la tempête, dérive pendant des semaines avant d’être capturé par les Espagnols. Le Geloof, après avoir perdu le contact avec le Trouw, fait demi-tour et retourne à Rotterdam, qu’il atteint en juillet 1600 avec 36 survivants sur 110 hommes au départ. Le Trouw, sur lequel se trouve Baltazar de Cordes, poursuit sa route vers l’ouest. Enfin, le Liefde et le Hoop parviennent à rejoindre le point de rendez-vous convenu, l’île de Santa Maria, au large du Chili.
Peu après, Cordes occupe la colonie espagnole de Castro, au Chili. En avril 1600, avec l’aide d’indigènes (probablement des Huilliches), il capture l’île de Chiloé. Les Espagnols contre-attaquent et tuent 300 indigènes ainsi que la plupart des Hollandais. Les 23 survivants, incluant Cordes, repartent sur le Trouw et rejoignent la colonie portugaise de Tidore, en Indonésie, en janvier 1601.

## Sources
- (en) Cet article est partiellement ou en totalité issu de l’article de Wikipédia en anglais intitulé « Baltazar de Cordes » (voir la liste des auteurs).